# Stichting Noord-Hollandse Alternatieve Bierbrouwers
Stichting Noord-Hollandse Alternatieve Bierbrouwers (SNAB) was tot 2024 een Nederlandse brouwerijhuurder te Purmerend in de provincie Noord-Holland.

## Geschiedenis
SNAB werd opgericht op 24 januari 1991 met als doel het promoten van de Nederlandse biercultuur en in het bijzonder het promoten van alternatieve bieren. Onder alternatieve bieren verstaat men bieren die met andere grondstoffen bereid worden of volgens andere methodes worden gebrouwen. SNAB heeft zich ook tot doel gesteld onbekende bieren op de Nederlandse markt te (her)introduceren. De ontwikkeling van de bieren vindt plaats in hun eigen micro-brouwinstallatie en worden vervolgens onder licentie gebrouwen bij De Proefbrouwerij te Hijfte, België.

## Bieren
- Koning Honing, honingbier, 7,5%
- Otter S.B., Engelse Ale, 5,6%
- SNAB Pale Ale, 6,3%

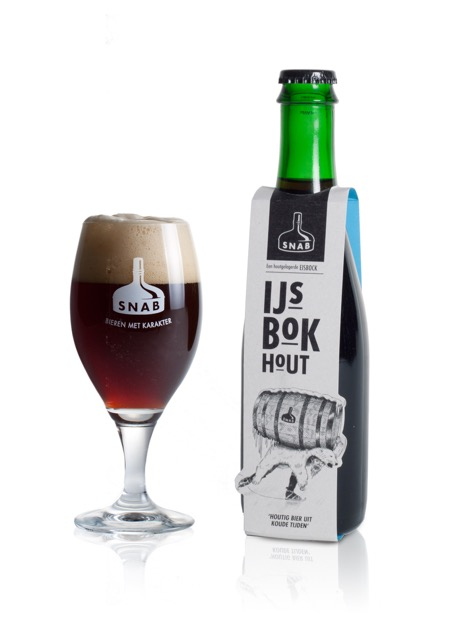
SNAB IJsbok Hout flesje en glas

- Maelstrøm, American Barley Wine, 9,2%
- 1410, 5,5%
- Speculator, kruidenbier, 8%
- X-Porter, Brown Porter, 4,5%
- Ezelenbok, Dubbelbock, 7,5%
- IJsbok, Eisbock, 9%
- Czaar Peter, Russian Imperial Stout, 8,5%
- Roock, Smoked Porter, 6,5%